# Blagoja Celeski
Blagoja Celeski (Ocrida, 14 luglio 1985) è un ex calciatore australiano, di ruolo centrocampista.

## Carriera

### Club
Ha giocato nella prima divisione australiana, in quella emiratina ed in quella cinese.
In carriera ha giocato complessivamente 10 partite in AFC Champions League.

### Nazionale
Ha partecipato ai Mondiali Under-20 nel 2005 ed ai Giochi Olimpici di Pechino nel 2008. Nel 2009 ha giocato la sua unica partita in carriera in nazionale maggiore, in un incontro di qualificazione alla Coppa d'Asia.

## Palmarès

### Club

#### Competizioni nazionali
- Campionato australiano: 1

Melbourne Victory: 2008-2009